# آني إرنو
آني إرنو (بالفرنسية: Annie Ernaux) واسمها بالميلاد آني دوشيسن ولدت في 1 سبتمبر 1940 بليلوبون (السين البحرية). وهي كاتبة فرنسية ومدرسة أدب فرنسي. حصلت على جائزة رينودو الأدبية عام 1984. وحازت آني على جائزة نوبل للأدب عام 2022.

## تجربة الكتابة
- بدأت آني إرنو الكتابة الأدبية في عام 1974 برواية «خزائن فارغة» (بالفرنسية: Les Armoires vides)، وهي رواية عن سيرتها الذاتية. وقالت الأكاديمية السويدية عن هذا الكتاب «إنه أكثر مشاريعها طموحاً، والذي أكسبها شهرة دولية ومجموعة كبيرة من المتابعين وتلاميذ الأدب».
- في وقت مبكر من حياتها المهنية ابتعدت عن الخيال للتركيز على سيرتها الذاتية، وجمع عملها بين التجارب التاريخية والفردية وترسم الكاتبةُ التقدم الاجتماعي لوالديها في عمليها: «المكان» و«العار»، وسنوات مراهقتها في كتابها: «ما يقولونه أو لا شيء»، وزواجَها في «المرأة المجمدة»، كما تتحدث عن علاقتَها العاطفية مع رجل من أوروبا الشرقية في «غواية بسيطة»، وتتحدث عن إجهاضَها في كتابها «الحدث»، وعن مرضَ ألزهايمر في «لم أخرج من ليلتي»، وتحدثت عن وفاةَ والدتها في كتاب «امرأة»، وعن سرطان الثدي في كتابها «استخدام الصورة» وكتبت إرنو أيضاً كتاب «حاد كالسكين» مع الأديب الفرنسي فريدريك إيف جانيت. ترجمت العديد من أعمالها إلى اللغة الإنجليزية ولغات أخرى بينها العربية.[14]
- في عام 1984، فازت بجائزة «رينودو» عن عمل من أعمالها في السيرة الذاتية هو «المكان»، ويركز على علاقتها مع والدها وتجاربها التي نشأت في بلدة صغيرة في فرنسا، وعملية انتقالها اللاحقة إلى مرحلة البلوغ بعيداً عن موطن والديها الأصلي.
- قالت لجنة نوبل عن أسلوب آني: إن «الكاتبة الفرنسية تميزت بشجاعة ودقة سريرية في اكتشاف الجذور والابتعاد عن القيود الجماعية للذاكرة الشخصية».[15] و توصف إرنو بأنها «المرشحة الدائمة لجائزة نوبل»، وهي أول كاتبة فرنسية تفوز بالجائزة بعد باتريك موديانو في عام 2014. وأصبحت الكاتبة الفرنسية السادسة عشرة التي تفوز بجائزة نوبل.[15]

## أعمال مترجمة للعربية
| الكتاب                        | المترجم                                                     | سنة النشر | ملاحظات |
| ----------------------------- | ----------------------------------------------------------- | --------- | ------- |
| المكان (رواية)                | أمينة رشيد وسيد البحراوي                                    | 1994      | [ 16 ]  |
| الحدث (رواية)                 | هدى حسين (ميريت للنشر والمعلومات) سحر ستالة (منشورات الجمل) | 2005 2019 |         |
| الاحتلال (رواية)              | إسكندر حبش (منشورات الجمل)                                  | 2011      | [ 17 ]  |
| البنت الأخرى، لم أخرج من ليلي | نورا أمين (دار أزمنة للنشر والتوزيع)                        | 2016      | [ 18 ]  |
| انظر إلى الأضواء يا حبيبي     | لينا بدر (منشورات الجمل)                                    | 2017      |         |
| شغف بسيط (رواية)              | إسكندر حبش - محمد جليد (منشورات الجمل)                      | 2019      | [ 19 ]  |
| امرأة (رواية)                 | سحر ستالة (منشورات الجمل)                                   | 2019      |         |
| مذكرات فتاة                   | مبارك مرابط (منشورات الجمل)                                 | 2021      |         |
| العار                         | مبارك مرابط (منشورات الجمل)                                 | 2022      |         |
| الشاب                         | مبارك مرابط (منشورات الجمل)                                 | 2022      |         |
| الفتاة الاخرى                 | صلاح بن عياد (منشورات كلمات للنشر والتوزيع)                 | 2023      |         |
| المرأة المجمدة                | أدريسية بلفقيه (منشورات كلمات للنشر والتوزيع)               | 2023      |         |
| خزائن لم تعد فارغة            | مجموعة من المترجمين (الهيئة العامة لقصور الثقافة، مصر)      | 2023      |         |
| السنوات                       | مبارك مرابط (منشورات الجمل)                                 | 2023      |         |

## روابط خارجية
- آني إرنو على موقع IMDb (الإنجليزية)
- آني إرنو على موقع الموسوعة البريطانية (الإنجليزية)
- آني إرنو على موقع مونزينجر (الألمانية)
- آني إرنو على موقع ألو سيني (الفرنسية)
- آني إرنو على موقع ميوزك برينز (الإنجليزية)
- آني إرنو على موقع ديسكوغز (الإنجليزية)
- آني إرنو على موقع قاعدة بيانات الفيلم (الإنجليزية)